# 관악단

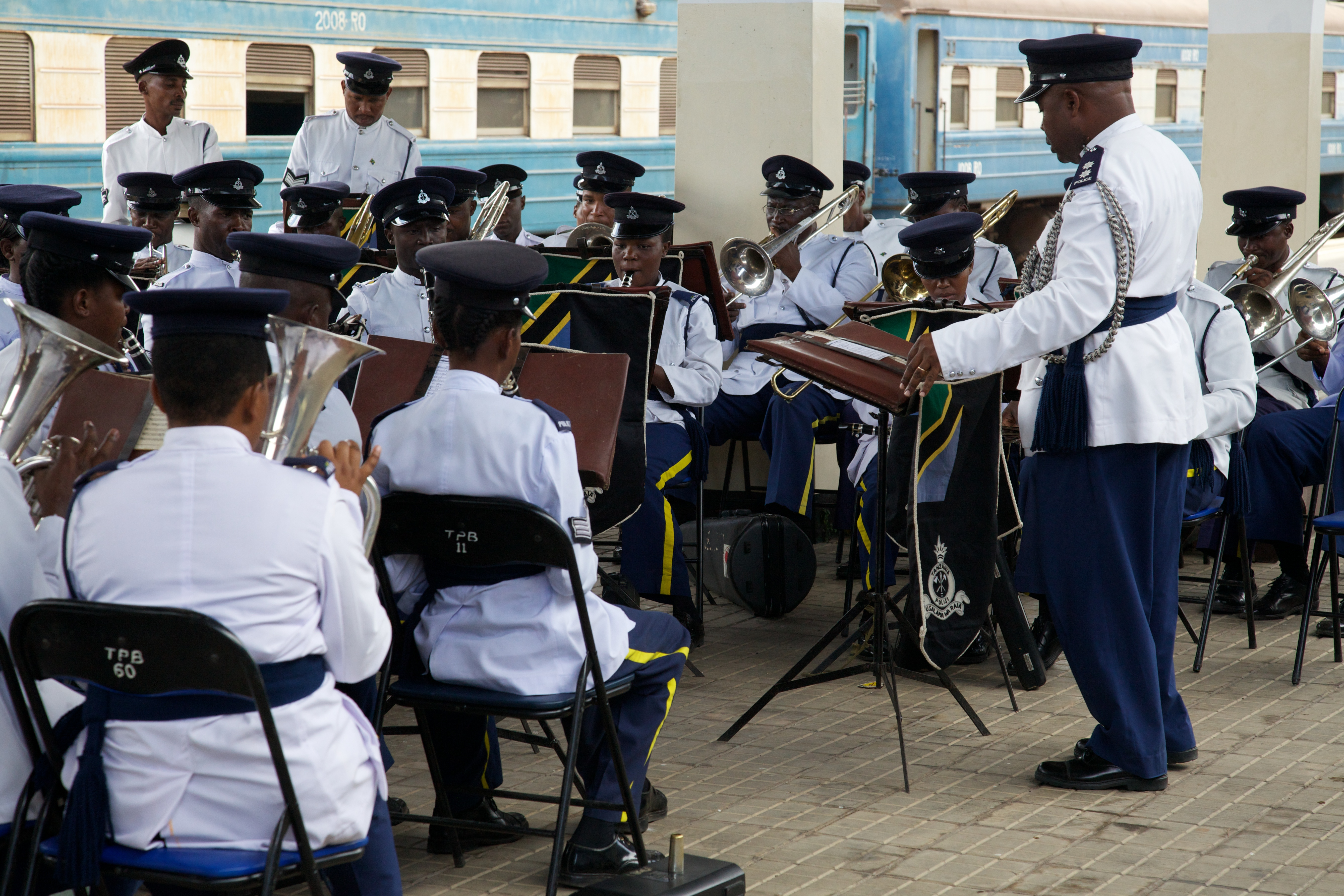
탄자니아의 경찰관악단

관악단(管樂團)은 관악기를 중심으로 한 악단을 말한다. 특히 금관악기를 중심으로 한 것을 브라스 밴드(brass band)라고도 부른다.
문자 그대로 관악기(목관악기와 금관악기)만으로 편성되나 보통은 이에 타악기를 넣으며, 또 악단에 따라서는 현악기인 콘트라베이스를 둔 것도 있다. 그리고 관악 합주라는 말이 있는데 이것도 관악에는 다름이 없으나, 도리어 실내악적인 편성의 것을 말하는 것이 보통이다. 이에 대하여 일반적으로 말하는 관악은 오케스트라적인 것에 가깝다. 그 편성은 다종다양하지만, 목관악기가 들어갈 때에는 플루트와 클라리넷이 전체 구성의 기준이 된다. 그리고 배치도 플루트와 클라리넷을 전면에 둔다.